# Le Beaucet
 Le Beaucet  es una población y comuna francesa, en la región de Provenza-Alpes-Costa Azul, departamento de Vaucluse, en el distrito de Carpentras y cantón de Pernes-les-Fontaines.
Está integrada en la Communauté d'agglomération du Grand Avignon.

## Demografía
| 82 | 84 | 103 | 187 | 280 | 352 |
| Para los censos de 1962 a 1999 la población legal corresponde a la población sin duplicidades (Fuente: INSEE [Consultar]) |    |     |     |     |     |